# Ebenopsis ebano
Ebenopsis ebano är en ärtväxtart som först beskrevs av Jean Louis Berlandier, och fick sitt nu gällande namn av Rupert Charles Barneby och James Walter Grimes. Ebenopsis ebano ingår i släktet Ebenopsis och familjen ärtväxter. IUCN kategoriserar arten globalt som livskraftig. Inga underarter finns listade i Catalogue of Life.

## Bildgalleri

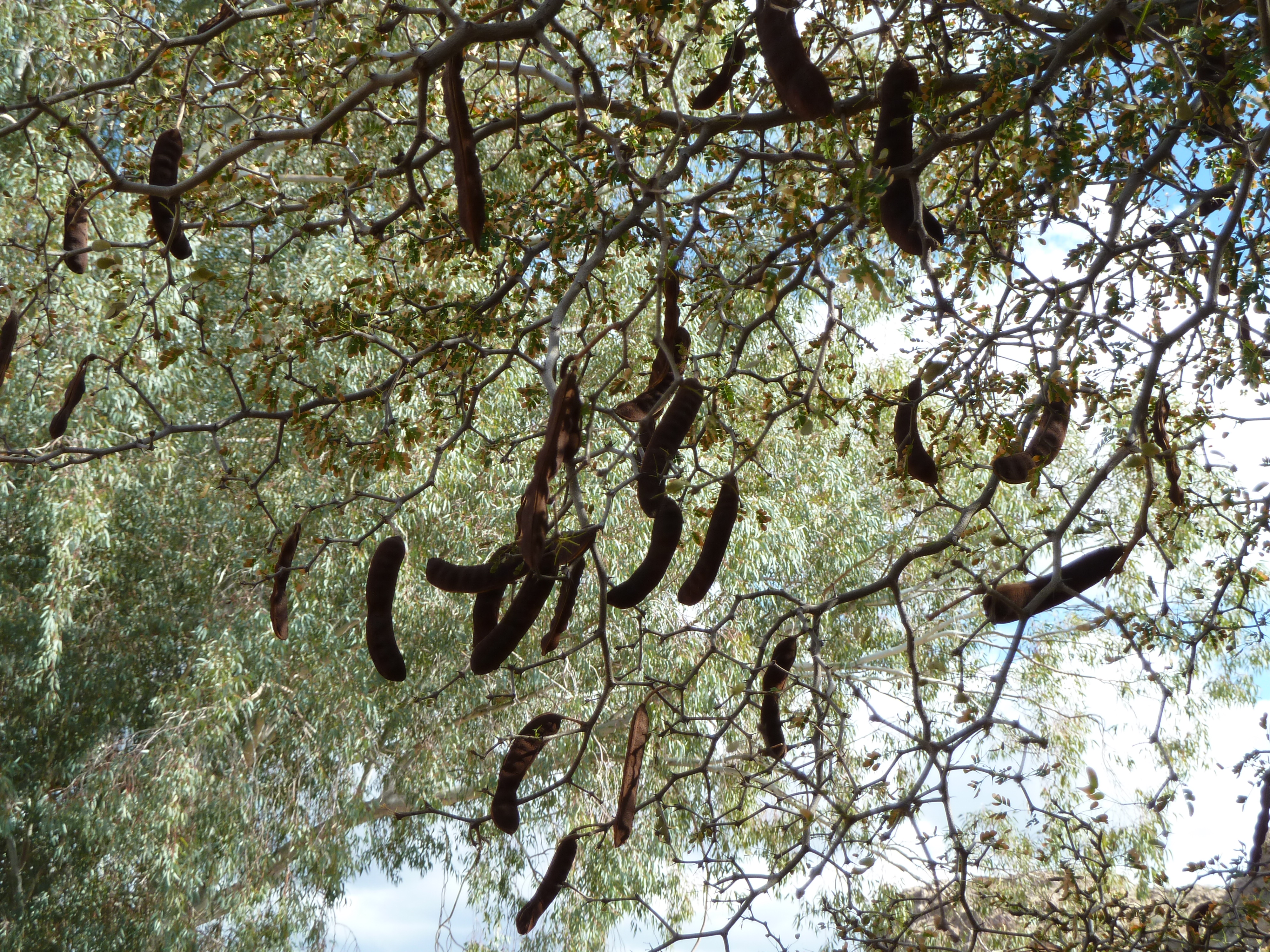